# Juan Carandell y Pericay
Juan Carandell y Pericay (Figueras, provincia de Gerona, 1893 - Pals, 30 de septiembre de 1937) fue un geólogo español, catedrático de Historia Natural.

## Biobrafía

### Juventud y primeros años
Su padre, Gregorio Carandell Salinas (Zaragoza, 1860 - Madrid, 1926), era un maestro de primeras letras de ascendencia catalana, republicano federal y partidario de la escuela activa, que había sido anteriormente maestro en Pals, en el Ampurdán, donde se casó con una de sus alumnas, Irene Pericay Martínez. Gregorio Carandell fue uno de los impulsores de la música de sardana en las comarcas de Gerona y había fundado incluso una cobla en Pals. Pero a la muerte de su esposa abandonó Cataluña y marchó a Madrid para educar a su hijo en la órbita de la Institución Libre de Enseñanza. 
Carandell estaba muy vinculado emocionalmente a su padre, a quien dedicó un pequeño libro de recuerdos: "Mi oración en la muerte de mi padre" (1926).
Juan Carandell Pericay estudió en Madrid: Magisterio, Geología y Farmacia. Cuando obtuvo la cátedra fue destinado al Instituto de San Isidro de Madrid y posteriormente al Instituto Aguilar y Eslava de Cabra (Córdoba). Se casó con Silveria Zurita en 1918, hija del entonces alcalde de Bujalance, que estudiaba en Madrid en la Institución Libre de Enseñanza y con la que tuvo dos hijos, Juan e Irene.

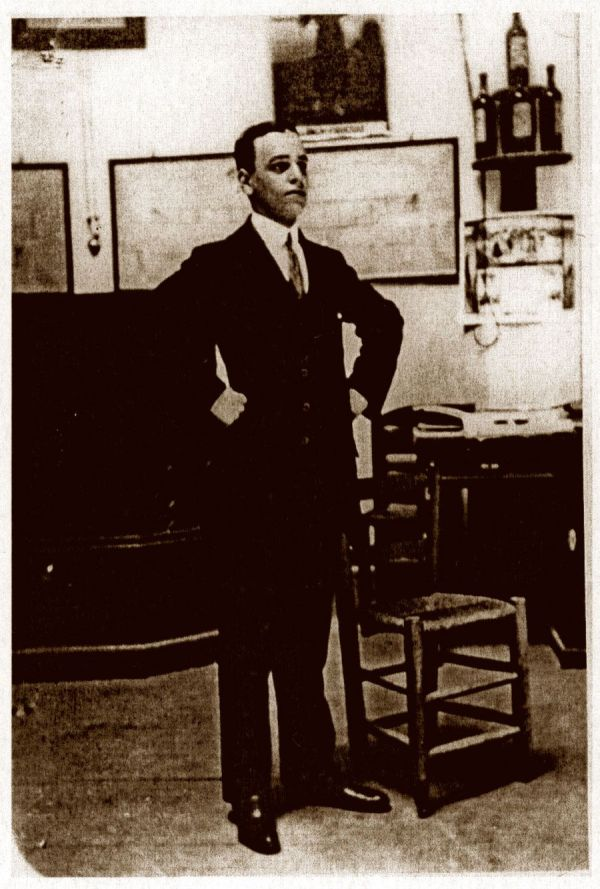

### Su etapa de profesor en Cabra
Impulsó la creación del gabinete de Historia natural del Instituto Aguilar y Eslava, inscribiéndolo en la Real Sociedad Española de Historia Natural, y convirtiéndolo no sólo en un lugar de exposición y estudio, sino en un lugar de investigación. 
Consiguió que parte del XIV Congreso Geológico Internacional de 1926 se celebrase en Cabra, estudiando la geología de las vecinas sierras que llamaron subcordobesas y, más tarde, Subbéticas. En el picacho de dicha sierra se conserva una rosa de los vientos y una panorámica de la región junto a una placa conmemorativa del acontecimiento. En el Museo Aguilar y Eslava se guardan colecciones de fósiles y rocas así como estudios geológicos de aquel evento.

### Últimos años
Desde finales de la década de 1920 Carandell sufrió diversos episodios depresivos, achacados al exceso de trabajo. El golpe de Estado de 1936 y la guerra civil sorprenden a Carandell en Madrid, junto a su suegro, mientras preparaba oposiciones a la cátedra de Veterinaria. Habían decidido que toda su familia pasase el verano en Pals, el pueblo de su madre, y tomó un tren el 17 de julio de 1936, con destino a Barcelona para buscar alojamiento. Ya nunca más pudo volver a Cabra y su familia no supo de su muerte hasta después de la Guerra. Dedicó su último año de vida a la redacción de su libro "El Bajo Ampurdán. Ensayo Geográfico" (póstumo, 1942), un magnífico ejemplo de geografía social, con hermosos dibujos. Falleció de tuberculosis el 30 de septiembre de 1937 en Pals, donde está enterrado.

## Obra científica
Carandell publicó más de 300 trabajos de gran interés científico y pedagógico, y de una gran diversidad: geología, geografía física, humana y regional, libros de viaje y excursiones pedagógicas, semiología gráfica, divulgación científica y otras actividades intelectuales y artísticas. Una parte significativa de dichas obras estuvo dedicada a las Béticas en general y en particular a aspectos relativos a su geología, geomorfología y tectónica, la erosión y sus causas físicas y humanas, la geografía humana y otra variada gama de temas mostrando una calidad científica y artística más que apreciable.